# Liste von Burgen und Schlössern in Sachsen-Anhalt
Die Liste von Burgen und Schlössern in Sachsen-Anhalt umfasst die Vielzahl von Burgen und Schlössern auf dem Gebiet des heutigen deutschen Bundeslandes Sachsen-Anhalt. Diese zum Teil auf eine 1000-jährige Geschichte zurückblickenden Bauten waren Schauplatz historischer Ereignisse, Wirkungsstätte bekannter Persönlichkeiten und sind häufig noch heute imposante Gebäude.
Nicht aufgeführt sind Zier- und Nachbauten, die nie als Wohngebäude oder zur Verteidigung genutzt wurden. Die Liste ist alphabetisch nach Landkreisen geordnet.

## Dessau-RoßlauundDessau-Wörlitzer Gartenreich
| Name                  | Ort / Lage                 | Typ         | Bemerkungen | Bild |
| --------------------- | -------------------------- | ----------- | --- | ---- |
| Schloss Georgium      | Ziebigk                    | Schloss     | |      |
| Schloss Großkühnau    | Großkühnau                 | Schloss     | |      |
| Jagdschloss Haideburg | Haideburg, (Dessau-Roßlau) | Jagdschloss | |      |
| Johannbau             | Dessau-Roßlau Lage         | Schloss     | |      |
| Schloss Luisium       | Waldersee (Dessau-Roßlau)  | Schloss     | |      |
| Schloss Mosigkau      | Mosigkau                   | Schloss     | |      |
| Burg Roßlau           | Roßlau                     | Burg        | |      |
| Schloss Wörlitz       | Wörlitz                    | Schloss     | |      |
| Schloss Oranienbaum   | Oranienbaum Lage           | Schloss     | Der Bau des Schlosses wurde im Jahre 1683 begonnen und 1698 eingeweiht. Es ist eine frühbarocke Dreiflügelanlage mit Lustgarten und Ehrenhof. Zum Schloss gehört ein holländischer Barockgarten. Schloss Oranienbaum ist eines der vier „Mutterhäuser“ des niederländischen Königshauses, dem Haus Oranien-Nassau. |      |
| Wallwitzburg          | Ziebigk                    | Burg        | |      |

## Halle (Saale)
| Name                | Ort / Lage          | Typ     | Bemerkungen | Bild |
| ------------------- | ------------------- | ------- | --- | ---- |
| Burg Giebichenstein | Giebichenstein Lage | Burg    | Die Burg wird das erste Mal im Jahre 961 erwähnt. Die Burg teilt sich heute in drei Teile, einer Alten Burg, eine Oberburg und eine Unterburg. |      |
| Moritzburg          | Halle (Saale) Lage  | Schloss | |      |
| Neue Residenz       | Halle (Saale) Lage  | Burg    | |      |

## Magdeburg
| Name                                   | Ort / Lage | Typ         | Bemerkungen | Bild |
| -------------------------------------- | ---------- | ----------- | --- | ---- |
| Festung Magdeburg                      | Magdeburg  | Kaiserpfalz | Bis 14. Jh. reine Domburg, Kaiserpfalz und Bischofssitz. Ab dem Hochmittelalter durch Städteentwicklung um nachstehende Kanonenfeste Wehranlagen erweitert wurden. Hansestadt mit Zollrecht. Im Dreißigjährigen Krieg durch Tilly zunächst belagert, dann gestürmt, eingenommen, geplündert und völlig zerstört worden. Achtzig Prozent der Magdeburger kamen dabei ums Leben. Von den Folgen des Krieges, erholte sich die Stadt nie gänzlich. Damals glich Magdeburg der Größe von Paris. |      |
| Festung Magdeburg, Fort I              | Magdeburg  |             | |      |
| Festung Magdeburg, Fort Berge          | Magdeburg  |             | |      |
| Festung Magdeburg, Turmschanze         | Magdeburg  |             | |      |
| Festung Magdeburg, Zitadelle           | Magdeburg  |             | |      |
| Festung Magdeburg, Zwischenwerk VIII a | Magdeburg  |             | |      |
| Schloss Randau                         |            |             | |      |
| Burghügel der historischen Slawenburg  | Pechau     |             | |      |

## Altmarkkreis Salzwedel
| Name                   | Ort / Lage  | Typ  | Bemerkungen | Bild |
| ---------------------- | ----------- | ---- | ----------- | ---- |
| Burg Apenburg Lage     | Apenburg    | Burg |             |      |
| Burg Beetzendorf       | Beetzendorf |      |             |      |
| Schloss Gardelegen     | Gardelegen  |      |             |      |
| Schloss Weteritz       | Weteritz    |      |             |      |
| Burg Kalbe             | Kalbe       |      |             |      |
| Burg Klötze            | Klötze      |      |             |      |
| Schloss Kunrau         | Kunrau      |      |             |      |
| Jagdschloss Letzlingen | Letzlingen  |      |             |      |
| Burg Salzwedel         | Salzwedel   |      |             |      |
| Neues Schloss Tylsen   | Tylsen      |      |             |      |

## Landkreis Anhalt-Bitterfeld
| Name                   | Ort / Lage                   | Typ                                         | Bemerkungen | Bild |
| ---------------------- | ---------------------------- | ------------------------------------------- | --- | ---- |
| Schloss Altjeßnitz     | Altjeßnitz                   |                                             | |      |
| Schloss Burgkemnitz    | Burgkemnitz                  |                                             | |      |
| Burg Gröbzig           | Gröbzig                      |                                             | |      |
| Schloss Großpaschleben | Großpaschleben               |                                             | |      |
| Schloss Geuz           | Köthen (Anhalt)              |                                             | |      |
| Schloss Köthen         | Köthen (Anhalt)              |                                             | |      |
| Burg Lindau            | Lindau Lage                  | Burg                                        | |      |
| Schloss Bärenthoren    | Polenzko                     |                                             | |      |
| Schloss Pouch          | Pouch                        |                                             | |      |
| Schloss Reinsdorf      | Reinsdorf (Südliches Anhalt) |                                             | |      |
| Burg Walternienburg    | Walternienburg               |                                             | |      |
| Burg Gölzau            | Weißandt-Gölzau              |                                             | |      |
| Adelspalais Zerbst     | Zerbst/Anhalt                | Zwei Kavaliershäuser an der Schlossfreiheit | |      |
| Schloss Zerbst         | Zerbst/Anhalt                | Schloss                                     | |      |
| Schloss Quetz          | Zörbig Lage                  | Schloss                                     | Das Schloss Quetz im Ortsteil Quetzdölsdorf wurde von 1788 bis 1790 umgebaut, über die frühere Baugeschichte ist nichts bekannt.                                                      |      |
| Schloss Zörbig         | Zörbig Lage                  | Schloss                                     | Das Schloss geht auf eine slawische Burg mit Wällen und Gräben zurück. Im 12. Jahrhundert ausgebaut, der Bergfried stammt aus dieser Zeit. Heute befindet sich hier das Heimatmuseum. |      |

## Landkreis Börde
| Name                             | Ort / Lage                             | Typ            | Bemerkungen | Bild |
| -------------------------------- | -------------------------------------- | -------------- | --- | ---- |
| Schloss Altenhausen Lage         | Altenhausen                            | Schloss        | |      |
| Wasserschloss Angern Lage        | Angern                                 | Wasserschloss  | Die ursprüngliche Burg wurde 1341 errichtet, 1448 wurde das Schloss an die Familie von der Schulenburg verlehnt, 1567 ging es in den Besitz der Familie über. Im Jahre 1630 wurde das Schloss zerstört. Im Jahre 1736 wurde das Schloss neu gebaut, 1843 wurde es von Edo Friedrich von der Schulenburg umgebaut. Von 1949 bis 1990 befand sich im Schloss eine landwirtschaftliche Berufsschule. Seit Anfang der Neunzehnneunziger, ging es samt dazugehöriger Ländereien und Wälder, die nun ökologisch bewirtschaftet, gehegt und gepflegt werden an derer von der Schulenburg (im Sinne eines traditionsbewusst, dennoch modern geführten Rittergutes) zurück. Im Schloss selbst befindet sich unter anderem das Guts-Büro, ein Saal und die gräflichen Räumlichkeiten sowie fünf Mietwohnungen. Der jetzige Hausherr, Alexander von der Schulenburg, kümmert sich nach umfangreichen Sanierungen um den Erhalt der Anlage. |      |
| Schloss Trautenburg Lage         | Ausleben, Ortsteil Ottleben.           | Schloss        | Die Schlossanlage der Familie Trautenburg wurde 1575 errichtet. Das Gebäude wurde um 1800 und 1860/1880 umgebaut. Von 1994 bis 1996 wurde die Anlage renoviert. Heute befindet sich hier ein Kindergarten. |      |
| Schloss Bartensleben Lage        | Bartensleben                           | Schloss        | |      |
| Veltheimsburg früher Alvensleben | Bebertal                               |                | |      |
| Schloss Bodendorf                | Bodendorf                              |                | |      |
| Burg Calvörde                    | Calvörde                               |                | |      |
| Schloss Dorst                    | Calvörde                               | Gutshaus       | Erbaut von Paul Fischer |      |
| Odenburg                         | Colbitz                                |                | |      |
| Burg Dreileben                   | Dreileben                              |                | |      |
| Schloss Eggenstedt               | Eggenstedt                             |                | |      |
| Burg Eichenbarleben              | Eichenbarleben                         |                | |      |
| Schloss Emden                    | Emden                                  | Rittergut      | |      |
| Schloss Erxleben                 | Erxleben                               |                | |      |
| Wasserburg Flechtingen           | Flechtingen                            |                | |      |
| Jagdschloss Hasselburg           | Flechtingen                            |                | |      |
| Schloss Gröningen                | Gröningen                              |                | |      |
| Burg Krottorf                    | Gröningen                              |                | |      |
| Komturei Bergen                  | Groß Rodensleben                       |                | |      |
| Schloss Gunsleben                | Gunsleben                              |                | |      |
| Schloss Detzel                   | Haldensleben                           |                | |      |
| Schloss Harbke Lage              | Harbke                                 | Schloss/Ruine  | |      |
| Schloss Hundisburg Lage          | Haldensleben                           | Schloss        | |      |
| Burg Hötensleben                 | Hötensleben                            |                | |      |
| Asseburgisches Schloss           | Hornhausen                             |                | |      |
| Schloss Ramstedt                 | Loitsche                               |                | |      |
| Sumpfburg Oebisfelde             | Oebisfelde                             |                | |      |
| Schloss Ampfurth                 | Oschersleben (Bode)                    |                | |      |
| Schloss Groß Germersleben        | Oschersleben (Bode)                    |                | |      |
| Burg Hadmersleben                | Oschersleben (Bode)-Stadt Hadmersleben | Niederungsburg | 10. Jh., 1367 nach Eroberung Lehensbesitz der Magdeburger Erzbischöfe, 1489 an Christoph von Hagen verpfändet, im 16. Jahrhundert kastellartiger Ausbau der Kernburg, in Teilen erhalten |      |
| Schloss Klein Oschersleben       | Oschersleben (Bode)                    |                | |      |
| Schloss Neindorf                 | Oschersleben (Bode)                    |                | |      |
| Burg Oschersleben                | Oschersleben (Bode)                    |                | |      |
| Schloss Peseckendorf             | Peseckendorf                           |                | |      |
| Jagdschloss Heinrichshorst       | Rogätz                                 |                | |      |
| Klutturm Rogätz                  | Rogätz                                 |                | |      |
| Schloss Klein Santersleben       | Schackensleben                         |                | |      |
| Schloss Seggerde                 | Seggerde                               |                | |      |
| Schloss Sommerschenburg          | Sommersdorf                            |                | |      |
| Schloss Bahrendorf               | Sülzetal                               |                | |      |
| Schloss Bodendorf                | Süplingen                              |                | |      |
| Burg Ummendorf                   | Ummendorf                              |                | |      |
| Burg Wanzleben                   | Wanzleben                              |                | |      |
| Burgruine Weferlingen            | Weferlingen                            | Burgruine      | |      |
| Hildagsburg                      | Wolmirstedt (Ortsteil Elbeu)           |                | |      |
| Schloss Wolmirstedt              | Wolmirstedt                            |                | |      |

## Burgenlandkreis
| Name                     | Ort / Lage              | Typ                 | Bemerkungen | Bild |
| ------------------------ | ----------------------- | ------------------- | --- | ---- |
| Altenburg                | Nebra-Wangen-Großwangen | ottonische Wallburg | 16 ha große Wallburganlage, die vermutlich nie vollständig fertiggestellt wurde; Ausgrabungen einer langen Sandsteinmauer, Gräberfeld nachgewiesen. |      |
| Schloss Klosterhäseler   | An der Poststraße       | Schloss             | |      |
| Rudelsburg               | Bad Kösen               | Höhenburg           | zur Sicherung des Saaletals |      |
| Burg Saaleck             | Bad Kösen               | Höhenburg           | zur Sicherung des Saaletals |      |
| Burg Breitenbach         | Breitenbach             | Burg                | |      |
| Kempe Breitenbach        | Breitenbach             |                     | |      |
| Schloss Burgwerben       | Burgwerben              | Schloss             | |      |
| Schloss Droyßig          | Droyßig                 | Schloss             | |      |
| Eckartsburg              | Eckartsberga            | Höhenburg           | |      |
| Schloss Marienthal       | Eckartsberga            | Schloss             | |      |
| Burg Etzoldshain         | Elsteraue               | Burg                | |      |
| Schloss Steinburg        | Finneland               | Schloss             | |      |
| Burg Zscheiplitz         | Freyburg (Unstrut)      | Burg                | |      |
| Neuenburg                | Freyburg (Unstrut)      | Schloss             | Höhenburg zur Sicherung des Unstruttales |      |
| Fronfeste Gleina         | Gleina                  | Feste               | |      |
| Schloss Gleina           | Gleina                  | Schloss             | |      |
| Schloss Goseck           | Goseck                  | Schloss             | |      |
| Burg Haynsburg           | Haynsburg               |                     | |      |
| Schloss Heuckewalde      | Heuckewalde             | Schloss             | |      |
| Schloss Lützen           | Lützen                  | Schloss             | |      |
| Burg Allerstedt          | Kaiserpfalz             | Burg                | |      |
| Schloss Bucha            | Kaiserpfalz             | Schloss             | |      |
| Kaiserpfalz Memleben     | Kaiserpfalz             | Pfalz               | War im 10. Jahrhundert eine bedeutende Pfalz unter den ostfränkischen Königen Heinrich I. und seinem Sohn Otto I., die beide auch hier starben.     |      |
| Schloss Wendelstein      | Kaiserpfalz             | Schloss             | |      |
| Schloss Burgscheidungen  | Laucha an der Unstrut   | Schloss             | Beachtenswerter Barockbau 1724–29 durch David Schatz erbaut, seit 2008 in Privatbesitz                                                              |      |
| Residenz Naumburg        | Naumburg (Saale)        | Schloss             | Residenz der Bischöfe von Naumburg-Zeitz, heutiges Amtsgericht am Marktplatz                                                                        |      |
| Burg Nebra               | Nebra (Unstrut)         | Burgruine           | Höhenburg über dem Unstruttal |      |
| Schloss Nebra            | Nebra (Unstrut)         | Schloss             | |      |
| Burg Osterfeld           | Osterfeld               | Burg                | |      |
| Schloss Reinsdorf        | Reinsdorf               | Schloss             | |      |
| Burg Schönburg           | Schönburg (Saale)       | Burg                | Höhenburg über dem Saaletal |      |
| Schloss Bonau            | Teuchern                | Schloss             | |      |
| Schloss Trebnitz         | Trebnitz                | Schloss             | |      |
| Schloss Neu-Augustusburg | Weißenfels              | Schloss             | Residenz der Herzöge von Sachsen-Weißenfels |      |
| Schloss Moritzburg       | Zeitz                   | Schloss             | Barockschloss des Bistums Naumburg-Zeitz |      |

## Landkreis Harz
| Name                        | Ort / Lage          | Typ           | Bemerkungen | Bild |
| --------------------------- | ------------------- | ------------- | --- | ---- |
| Schloss Hessen              | Hessen (Osterwieck) | Schloss       | |      |
| Wasserburg Zilly            | Aue-Fallstein       | Wasserburg    | |      |
| Oberhof Ballenstedt         | Ballenstedt         |               | |      |
| Schloss Ballenstedt         | Ballenstedt         |               | |      |
| Burg Regenstein             | Blankenburg (Harz)  | Burg          | |      |
| Schloss Blankenburg (Harz)  | Blankenburg (Harz)  | Schloss       | |      |
| Kleines Schloss Blankenburg | Blankenburg (Harz)  | Schloss       | |      |
| Luisenburg                  | Blankenburg (Harz)  |               | |      |
| Ruine Königsburg            | Elbingerode (Harz)  | Ruine         | |      |
| Ackeburg                    | Falkenstein/Harz    |               | |      |
| Burg Ermsleben              | Falkenstein/Harz    | Burg          | |      |
| Burg Falkenstein (Harz)     | Falkenstein/Harz    | Burg          | |      |
| Burg Alter Falkenstein      | Falkenstein/Harz    | Burg          | |      |
| Konradsburg                 | Falkenstein/Harz    |               | |      |
| Schloss Meisdorf            | Falkenstein/Harz    | Barockschloss | |      |
| Burg Erichsberg             | Friedrichsbrunn     | Burg          | |      |
| Heinrichsburg               | Gernrode            |               | |      |
| Burg Emersleben             | Halberstadt         | Burg          | |      |
| Jagdschloss Spiegelsberge   | Halberstadt         | Schloss       | |      |
| Burg Anhalt                 | Harzgerode          | Ruine         | Stammburg der Askanier – Der Name des Landes Anhalt geht auf diese Burg zurück. |      |
| Schloss Harzgerode          | Harzgerode          | Schloss       | |      |
| Burg Hausneindorf           | Hausneindorf        | Burg          | |      |
| Burg Heimburg               | Heimburg            |               | |      |
| Domburg im Hakel            | Heteborn            | Domburg       | |      |
| Huysburg                    | Huy                 |               | |      |
| Schloss Röderhof            | Huy                 | Schloss       | |      |
| Burg Schlanstedt            | Huy                 | Burg          | |      |
| Burg Westerburg             | Huy                 | Burg          | |      |
| Schloss Ilsenburg           | Ilsenburg (Harz)    | Schloss       | |      |
| Schloss Langenstein         | Langenstein         | Schloss       | |      |
| Gersdorfer Burg             | Quedlinburg         | Burg          | |      |
| Stift Quedlinburg           | Quedlinburg         | Stift         | |      |
| Roseburg                    | Rieder              | Schloss       | |      |
| Ahlsburg (Burg)             | Stapelburg          | Burg          | |      |
| Burg Stapelburg             | Stapelburg          | Burg          | |      |
| Lauenburg                   | Stecklenberg        | Burg          | |      |
| Stecklenburg                | Stecklenberg        |               | |      |
| Schloss Stiege              | Stiege              | Schloss       | |      |
| Wohnturm Wendhausen         | Thale               | wohnturm      | |      |
| Jagdschloss Windenhütte     | Thale               | Schloss       | |      |
| Burg Wegeleben Lage         | Wegeleben           | Burgruine     | Burganlage stammt aus dem Ersten Jahrtausend. Der Annalista Saxo vermeldete „ad annum“ 938 die Einnahme der Burg Wegeleben durch wiederholt in Sachsen einfallende Hungern (Ungarn). |      |
| Schloss Minsleben           | Wernigerode         | Schloss       | |      |
| Struvenburg                 | Wernigerode         |               | |      |
| Schloss Wernigerode         | Wernigerode         | Schloss       | |      |

## Landkreis Jerichower Land
| Name                          | Ort / Lage                  | Typ                 | Bemerkungen                                                                    | Bild |
| ----------------------------- | --------------------------- | ------------------- | ------------------------------------------------------------------------------ | ---- |
| Schloss Zerben                | Elbe-Parey                  | Schloss             |                                                                                |      |
| Schloss Parchen               | Genthin, Ortsteil Parchen   | Schloss             |                                                                                |      |
| Schloss Ringelsdorf           | Genthin                     | Schloss             |                                                                                |      |
| Schloss Tucheim               | Genthin Ortsteile Tucheim   | Schloss             |                                                                                |      |
| Schloss Dretzel               | Gladau                      | Schloss             |                                                                                |      |
| Schloss Dornburg              | Dornburg                    | Schloss             |                                                                                |      |
| Burg Gommern                  | Gommern                     | Wasserburg          |                                                                                |      |
| Schloss Leitzkau              | Leitzkau                    | Schloss             |                                                                                |      |
| Gutshaus und Burgruine Grabow | Grabow                      |                     |                                                                                |      |
| Burg Jerichow                 | Jerichow                    | slawischer Burgwall | Burgstall einer später ausgebauten Burg, im Gelände als Erhebung noch sichtbar |      |
| Schlösschen Kade              | Kade                        | Schloss             |                                                                                |      |
| Schloss Karow                 | Karow                       | Schloss             |                                                                                |      |
| Schloss Königsborn            | Königsborn                  | Schloss             |                                                                                |      |
| Burg Loburg                   | Möckern OT Loburg           | Burg                |                                                                                |      |
| Schloss Brandenstein          | Möckern                     | Schloss             |                                                                                |      |
| Schloss Lüttgenziatz          | Möckern                     | Schloss             |                                                                                |      |
| Schloss Möckern               | Möckern                     | Schloss             |                                                                                |      |
| Schloss Stegelitz             | Möckern, Ortsteil Stegelitz | Schloss             | 2005/2006 ausgebrannt und abgetragen                                           |      |
| Schloss Stresow               | Möckern, Ortsteil Stresow   | Schloss             |                                                                                |      |
| Schloss Wendgräben            | Möckern                     | Schloss             |                                                                                |      |
| Schloss Pietzpuhl             | Pietzpuhl                   | Schloss             |                                                                                |      |
| Schloss Schlagenthin          | Schlagenthin                | Schloss             |                                                                                |      |
| Schloss Waldrogäsen           | Waldrogäsen                 | Schloss             |                                                                                |      |
| Schloss Wüstenjerichow        | Wüstenjerichow              | Schloss             |                                                                                |      |
| Schloss Zabakuck              | Zabakuck                    |                     |                                                                                |      |

## Landkreis Mansfeld-Südharz
| Name                          | Ort / Lage            | Typ                | Bemerkungen | Bild |
| ----------------------------- | --------------------- | ------------------ | --- | ---- |
| Pfalz Allstedt                | Allstedt              | Pfalz              | Museum und Veranstaltungsort |      |
| Burg Beyernaumburg            | Beyernaumburg         | Burg               | |      |
| Burg Bornstedt                | Bornstedt             | Burg               | Ruine, Bergfried als Aussichtsturm genutzt |      |
| Neues Schloss                 | Braunschwende         | Bauruine           | geplantes Renaissanceschloss, nie fertiggestellt |      |
| Jagdschloss Schwiederschwende | Breitungen            | Schloss            | |      |
| Schloss Friedeburg            | Friedeburg (Saale)    | Schloss            | |      |
| Burg Rammelburg               | Rammelburg            | Burg               | Die Anlage ist unter der Bezeichnung „Burg“ und der Beschreibung „Schloss Rammelburg“ im Denkmalverzeichnis des Landes Sachsen-Anhalt als Kulturdenkmal ausgewiesen. |      |
| Burg Arnstein                 | Harkerode             | Burg               | Ruine eines Bergfrieds und Mauern |      |
| Schloss Burgörner             | Hettstedt             | Schloss            | Mansfeld-Museum |      |
| Burg Burgörner                | Hettstedt             | Burg               | Seit dem 19. Jahrhundert verfallen |      |
| Schloss Hettstedt             | Hettstedt             | Schloss            | zu DDR-Zeiten abgerissen und durch den zentralen Omnibusbahnhof der Stadt ersetzt                                                                                    |      |
| Pfalz Tilleda                 | Kelbra (Kyffhäuser)   | Pfalz              | Beherbergt ein Freilichtmuseum |      |
| Schloss Mansfeld              | Mansfeld              | Schloss            | Die Festung besteht aus drei Teilen: Vorderort, Mittelort und Hinterort.                                                                                             |      |
| Schloss Trutz Mansfeld        | Mansfeld              | Schloss            | |      |
| Schloss Neu-Asseburg          | Mansfeld              | Schloss            | |      |
| Schloss Quenstedt             | Quenstedt             | Schloss            | |      |
| Burg Questenberg              | Questenberg           | Burg               | Ruinenreste |      |
| Schloss Roßla                 | Roßla                 | Schloss            | |      |
| Schloss Sandersleben          | Sandersleben (Anhalt) |                    | |      |
| Burg Oberröblingen            | Sangerhausen          |                    | |      |
| Burg Grillenburg              | Sangerhausen          | Burg               | Ruine |      |
| Burg Alt-Morungen             | Sangerhausen          | Burg               | Ruinenreste |      |
| Burg Neu-Morungen             | Sangerhausen          | Burg               | Ruinenreste |      |
| Altes Schloss Sangerhausen    | Sangerhausen          |                    | |      |
| Neues Schloss Sangerhausen    | Sangerhausen          |                    | |      |
| Schloss Seeburg               | Seeburg               | Renaissanceschloss | Kann besichtigt werden. |      |
| Schloss Stolberg              | Stolberg (Harz)       | Renaissanceschloss | Beherbergt ein Museum. |      |
| Schloss Walbeck               | Walbeck               | Schloss            | Wird wegen Solarkollektoren als Sonnenschloss vermarktet. |      |
| Schloss Wallhausen            | Wallhausen            | Schloss            | Hotel und Restaurantbetrieb |      |
| Schloss Oberwiederstedt       | Wiederstedt           | Schloss            | Als Novalisschloss bekannt |      |
| Burg Wippra                   | Wippra                | Burg               | Ruine |      |

## Saalekreis
| Name                     | Ort / Lage          | Typ                        | Bemerkungen                                    | Bild |
| ------------------------ | ------------------- | -------------------------- | ---------------------------------------------- | ---- |
| Schloss Bad Lauchstädt   | Bad Lauchstädt      | Schloss                    | Angrenzend die Kuranlage des Schlossparks      |      |
| Schloss Beesenstedt      | Beesenstedt         | Schloss                    |                                                |      |
| Schloss Bedra            | Braunsbedra         | Schloss                    |                                                |      |
| Schloss Frankleben       | Braunsbedra         | Schloss                    |                                                |      |
| Schloss Hohenthurm       | Hohenthurm          | Schloss                    |                                                |      |
| Schloss Dieskau          | Kabelsketal         | Schloss                    | Angrenzend der 67 ha große Schlosspark Dieskau |      |
| Villa Knauer             | Kabelsketal         | Villa                      |                                                |      |
| Burg Krosigk             | Krosigk             |                            |                                                |      |
| Burg Landsberg           | Landsberg           | Ruine mit Kapelle          |                                                |      |
| Schloss Merseburg        | Merseburg           | Schloss                    | Königspfalz, Bischofssitz und Herzogsresidenz  |      |
| Zech’sches Palais        | Merseburg           |                            |                                                |      |
| Wasserschloss St. Ulrich | Mücheln (Geiseltal) |                            |                                                |      |
| Schloss Ostrau           | Ostrau              | Schloss                    | Großer Schlosspark                             |      |
| Schloss Lodersleben      | Querfurt            | Schloss                    |                                                |      |
| Burg Querfurt            | Querfurt            | Mittelalterliche Höhenburg |                                                |      |
| Schloss Vitzenburg       | Querfurt            |                            |                                                |      |
| Schloss Zingst           | Querfurt            |                            |                                                |      |
| Burg Rothenburg          | Rothenburg          | Slawische Wallburg         |                                                |      |
| Schloss Schafstädt       | Bad Lauchstädt      |                            |                                                |      |
| Burg Burgliebenau        | Schkopau            | Schloss                    |                                                |      |
| Schloss Bündorf          | Schkopau            | Schloss                    |                                                |      |
| Schloss Schkopau         | Schkopau            | Schloss                    |                                                |      |
| Schloss Schochwitz       | Schochwitz          | Schloss                    |                                                |      |
| Burg Schraplau           | Schraplau           | Höhenburg, Ruine           |                                                |      |
| Schloss Beuchlitz        | Teutschenthal       |                            |                                                |      |
| Schloss Teutschenthal    | Teutschenthal       | Schloss                    |                                                |      |
| Burg Wettin              | Wettin              | Mittelalterliche Höhenburg | Stammburg der Wettiner                         |      |
| Schloss Dölkau           | Dölkau              | Schloss                    |                                                |      |

## Salzlandkreis
| Name                             | Ort / Lage        | Typ                | Bemerkungen     | Bild |
| -------------------------------- | ----------------- | ------------------ | --------------- | ---- |
| Schloss Alsleben                 | Alsleben (Saale)  | Schloss            |                 |      |
| Schloss Warmsdorf                | Warmsdorf         | Schloss            |                 |      |
| Burg Aschersleben                | Aschersleben      | Burg               |                 |      |
| Burg Freckleben                  | Aschersleben      | Burg               |                 |      |
| Schloss Wilsleben                | Aschersleben      | Schloss            |                 |      |
| Schloss Barby                    | Barby             | Schloss            |                 |      |
| Schloss Bernburg                 | Bernburg          | Schloss            |                 |      |
| Schloss Biendorf                 | Biendorf          | Schloss            |                 |      |
| Wasserburg Egeln                 | Egeln             | Wasserburg         |                 |      |
| Burg Gatersleben                 | Gatersleben       | Burg               |                 |      |
| Schloss Gröna                    | Gröna             | Schloss            |                 |      |
| Renaissanceschloss Großmühlingen | Bördeland         | Renaissanceschloss |                 |      |
| Schloss Klein Rosenburg          | Groß Rosenburg    | Schloss            |                 |      |
| Schloss Gänsefurth               | Hecklingen        | Schloss            |                 |      |
| Schloss Hecklingen               | Hecklingen        |                    |                 |      |
| Burg Schneidlingen               | Hecklingen        | Burg               |                 |      |
| Prinzenhaus Hoym                 | Hoym              |                    |                 |      |
| Schloss Hoym                     | Hoym              | Schloss            |                 |      |
| Schloss Piesdorf                 | Könnern           | Schloss            |                 |      |
| Schloss Poplitz                  | Poplitz           | Schloss            |                 |      |
| Haus Zeitz (Schloss)             | Haus Zeitz        | Haus               |                 |      |
| Schloss Neugattersleben          | Neugattersleben   | Schloss            |                 |      |
| Schloss Nienburg                 | Nienburg (Saale)  | Schloss            | 1996 abgebrannt |      |
| Schloss Plötzkau                 | Plötzkau          | Schloss            |                 |      |
| Burg Schadeleben                 | Schönebeck (Elbe) | Burg               |                 |      |
| Schloss Hohenerxleben            | Staßfurt          | Schloss            |                 |      |
| Schloss Rathmannsdorf            | Staßfurt          | Schloss            |                 |      |
| Niederungsburg Unseburg          | Unseburg          | Niederungsburg     |                 |      |

## Landkreis Stendal
| Name                                                  | Ort / Lage                                   | Typ       | Bemerkungen | Bild |
| ----------------------------------------------------- | -------------------------------------------- | --------- | --- | ---- |
| Schloss Badingen Lage                                 | Badingen                                     |           | |      |
| Schloss Calberwisch Lage                              | Calberwisch                                  | Schloss   | |      |
| Schloss Döbbelin                                      | Döbbelin                                     |           | |      |
| Schloss Groß Schwarzlosen                             | Lüderitz                                     |           | |      |
| Schloss Hohenkamern                                   | Hohenkamern                                  |           | |      |
| Schloss Krevese                                       | Krevese                                      |           | |      |
| Schloss Möringen                                      | Möringen                                     |           | |      |
| Schloss Kläden Lage                                   | Kläden                                       | Rittergut | Das Herrenhaus des Rittergutes wurde von 1753 bis 1754 erbaut. Es war ursprünglich ein eingeschossiges Haus, wurde aber 1827 aufgestockt und erweitert. Es ist somit ein zweigeschossiger Bau mit einem Mansarddach.                                                                                                 |      |
| Schloss Krumke                                        | Krumke                                       |           | |      |
| → Burgwall Ottersburg (ursprünglich Ochtersburg) Lage | Tangerhütte-Windberge-Ottersburg, Schloßberg | Wallburg  | Reste der leicht ovalen Burgwallanlage (Ringwall: 65 × 85 m) wurden 2007 und 2008 archäologisch untersucht und Funde weisen auf eine etappenreiche Entstehung im 9. und 10. Jahrhundert und Nutzung bis ins oder erneut im Hochmittelalter hin.                                                                      |      |
| Schloss Sandau                                        | Sandau (Elbe)                                |           | |      |
| Schloss Schönfeld                                     | Schönfeld                                    |           | |      |
| Schloss Schönhausen (Schloss I)                       | Schönhausen (Elbe)                           | Schloss   | Geburtshaus von Otto von Bismarck, 1958 zum Teil. gesprengt, heute Bismarck-Museum |      |
| Schloss Mahlitz                                       | Mahlitz                                      |           | |      |
| Schloss Schollene                                     | Schollene                                    |           | |      |
| Schloss Storkau Lage                                  | Storkau (Elbe)                               | Schloss   | Das 1912 errichtete Schloss mit seinem 1995 eröffneten Vier-Sterne-Hotel, dient heute als Schulungsakademie der Verwaltungs-Berufsgenossenschaft (VBG). |      |
| Altes Schloss Tangerhütte                             | Tangerhütte                                  |           | |      |
| Neues Schloss Tangerhütte Lage                        | Tangerhütte                                  | Schloss   | |      |
| Burg Tangermünde Lage                                 | Tangermünde                                  |           | |      |
| Schloss Vinzelberg                                    | Vinzelberg                                   |           | |      |
| Schloss Vollenschier Lage                             | Vollenschier                                 | Schloss   | Das heutige Schloss wurde wohl 1869 wahrscheinlich nach einem Entwurf von Conrad Hase erbaut. Hase hatte das eingeschossige Herrenhaus erbaut. Es ist ein zweigeschossiges Haus hat drei unterschiedliche tiefe Risalite. Zum Gute gehört auch das eingeschossige Gutshaus Vollenschier.                             |      |
| Schloss Wust Lage                                     | Wust                                         | Schloss   | Das Herrenhaus wurde wahrscheinlich im 16. Jahrhundert erbaut. Von 1726 bis 1727 wurde das Haus zu einer Dreiflügelanlage ausgebaut. Zur gleichen Zeit wurde der Park angelegt. Auf einer künstlichen Insel im Park befindet sich die Grabstätte der Familie von Katte, den langjährigen Besitzern des Herrenhauses. |      |

## Landkreis Wittenberg
| Name                   | Ort / Lage             | Typ                           | Bemerkungen | Bild |
| ---------------------- | ---------------------- | ----------------------------- | --- | ---- |
| Schloss Annaburg Lage  | Annaburg               | Renaissanceschloss            | |      |
| Schloss Pretzsch       | Bad Schmiedeberg       | Renaissanceschloss            | |      |
| Wasserschloss Reinharz | Bad Schmiedeberg       |                               | |      |
| Schloss Trebitz        | Bad Schmiedeberg       |                               | |      |
| Schloss Coswig         | Coswig (Anhalt)        |                               | |      |
| Schloss Hemsendorf     | Hemsendorf             |                               | |      |
| Burg Hundeluft Lage    | Coswig (Anhalt)        |                               | |      |
| Schloss Jessen         | Jessen (Elster)        |                               | |      |
| Schloss Klöden         | Klöden                 |                               | |      |
| Schloss Kropstädt      | Kropstädt              |                               | |      |
| Schloss Oranienbaum    | Oranienbaum            |                               | |      |
| Schloss Lichtenburg    | Prettin                | Renaissanceschloss            | |      |
| Schloss Radis          | Radis                  |                               | |      |
| Schloss Wartenburg     | Wartenburg             |                               | |      |
| Schloss Nudersdorf     | Lutherstadt Wittenberg |                               | |      |
| Schloss Wittenberg     | Lutherstadt Wittenberg | Umbau zur Zitadelle nach 1815 | |      |
| Domäne Wörlitz         | Wörlitz                |                               | |      |
| Schloss Wörlitz        | Wörlitz                |                               | |      |
| Gotisches Haus Lage    | Wörlitz                | Schloss                       | Das Gotische Haus im Wörlitzer Park ist eins der ersten Werke im Stil der Neugotik in Deutschland und hat somit den Stil geprägt. Erbaut wurde das Haus von 1773 bis 1813 nach Plänen von Fridrich Wilhelm von Erdmannsdorff erbaut. Die Fassade zur Parkseite ist geprägt von der Tudorgotik. |      |

### Überblicksdarstellungen
- Wilhelm van Kempen: Schlösser und Herrensitze in Provinz Sachsen und in Anhalt. Frankfurt/M.: Weidlich 1961. (Burgen, Schlösser, Herrensitze, Bd. 19)
- Corinna Köhlert, Jürgen Blume, Von Schlössern und Burgen in Sachsen-Anhalt. Halle (Saale) 2000, ISBN 3-89812-058-9.
- Hans Maresch, Doris Maresch: Sachsen-Anhalts Schlösser, Burgen und Herrensitze. Husum Druck- und Verlagsgesellschaft, Husum 2015, ISBN 978-3-89876-776-7.
- Bruno J. Sobotka (Hrsg.): Burgen, Schlösser, Gutshäuser in Sachsen-Anhalt. Theiss, Stuttgart 1994, ISBN 3-8062-1101-9.
- Burgen und Schlösser in Sachsen-Anhalt. Mitteilungen der Landesgruppe Sachsen-Anhalt der Deutschen Burgenvereinigung e. V. Seit 1992, ISSN 0944-4157 (Zeitschrift).
- Hermann Wäscher: Feudalburgen in den Bezirken Halle und Magdeburg. Berlin 1962.

## Regionale Darstellungen
- Adolf Brinkmann: Über Burganlagen bei Zeitz (= Wissenschaftliche Beilage zum Jahresbericht des Königl. Stiftsgymnasiums zu Zeitz. 1895/1896, ZDB-ID 891007-8). Otto Hendel, Halle (Saale) 1896, (Digitalisat). Umfasst die Region um Zeitz ohne die Burg (Moritzburg) in Zeitz selbst.
- Ines Spazier: "Ottonische Pfalzen und frühmittelalterliche Befestigungen entlang der mittleren Saale". In: "Adel, Burg und Herrschaft zwischen Saale und Zwickauer Mulde" (Bd. 9 der Reihe "Beiträge zur Frühgeschichte und zum Mittelalter Ostthüringens" (=BFO)), Hrsg.: Andreas Hummel, Pierre Fütterer, Hans-Jürgen Beier. Verlag Beier & Beran, Langenweißbach 2020. ISBN 978-3-95741-104-4